# ها لونج
ها لونج هي عاصمة محافظة كوانغ ننه، فيتنام.في 2013 بلغ عدد السكان 227 ألف نسمة.